# Місіхенешть
Місіхенешть, Місіхенешті (рум. Misihănești) — село у повіті Бакеу в Румунії. Входить до складу комуни Рошіорі.
Село розташоване на відстані 267 км на північ від Бухареста, 23 км на північний схід від Бакеу, 58 км на південний захід від Ясс.

## Населення
За даними перепису населення 2002 року у селі проживали 27 осіб, усі — румуни. Усі жителі села рідною мовою назвали румунську.